# 웨딩마치 (영화)
웨딩마치(The Wedding March)는 미국에서 제작된 에리히 폰 슈트로하임 감독의 1928년 드라마 영화이다. 에리히 폰 슈트로하임 등이 주연으로 출연하였다.
이 영화는 문화적, 역사적, 미적 중요성으로 인해 미국 의회도서관에 의해 미국 국립영화등기부의 보존물로 선정되었다.

## 출연

### 주연
- 에리히 폰 슈트로하임
- 페이 레이

### 조연
- 자수 피츠
- 모드 조지
- 조지 니콜스
- 데일 풀러